# Stephen Crane
Stephen Crane (Newark, 1º novembre 1871 – Badenweiler, 5 giugno 1900) è stato uno scrittore, giornalista e poeta statunitense.
Nella sua pur breve vita fu autore di importanti opere nella tradizione del realismo letterario, come anche di esempi di naturalismo e di impressionismo in letteratura. Stephen Crane è considerato dalla critica moderna come uno dei più innovativi scrittori della sua generazione.
Crane crebbe in svariate città del New Jersey, a Port Jervis e New York. Iniziò a scrivere all'età di 4 anni e a 16 anni aveva già pubblicato numerosi articoli. Non avendo provato alcun interesse per gli studi universitari, li abbandonò e iniziò a lavorare come cronista e scrittore. Il primo romanzo scritto da Crane fu Maggie: A Girl of the Streets (Maggie: ragazza di strada) del 1893. La trama di questo romanzo è ispirata alla dura vita della newyorkese Bowery Street ed è considerata dai critici come la prima opera del Naturalismo letterario statunitense. Crane raggiunse una notorietà internazionale con il romanzo del 1895 The Red Badge of Courage (Il segno rosso del coraggio), ispirato alle vicende della Guerra di secessione, scritta pur non avendo alcuna esperienza di vita militare.
Nel 1896 Crane venne coinvolto in un pubblico scandalo per aver testimoniato a favore di una presunta prostituta. In quello stesso anno ricevette un'offerta per seguire il conflitto ispano-americano come corrispondente di guerra. Mentre si trovava a Jacksonville, in Florida, in attesa di un imbarco per Cuba, Crane fece la conoscenza di Cora Howorth, nota come Cora Taylor, proprietaria dell'Hotel de Dream, una casa di piacere, e da quel momento in poi visse con lei "more uxorio". Mentre era in viaggio per Cuba il battello su cui era imbarcato affondò al largo delle coste della Florida ed egli rimase per diversi giorni con altri tre naufraghi su una piccola scialuppa. Questa dura esperienza venne in seguito descritta in un ben noto racconto, The Open Boat (La scialuppa).
Negli ultimi anni della sua vita Crane fece il corrispondente per i conflitti scoppiati in Grecia e a Cuba e visse in Inghilterra con Cora, dove fece amicizia con scrittori come Joseph Conrad e H. G. Wells. Afflitto da difficoltà finanziarie, Crane morì di tubercolosi in un sanatorio della Foresta Nera in Germania all'età di 28 anni.
Al tempo della sua morte Crane era considerato un importante autore della letteratura degli Stati Uniti. Tuttavia, egli cadde nel dimenticatoio finché negli anni venti i critici ripresero a interessarsi della sua vita e delle sue opere. Lo stile di Crane è caratterizzato da chiarezza e intensità descrittiva, come pure da una tipica inflessione linguistica e da ironia. I temi trattati parlano della paura, delle crisi spirituali e dell'isolamento nella società. The Red Badge of Courage è considerato fra i classici della letteratura statunitense, ma Crane è noto anche per le sue poesie e per i racconti come The Open Boat, The Blue Hotel, The Monster e The Bride Comes to Yellow Sky. La sua scrittura ha suscitato notevole interesse in alcuni scrittori del XX secolo, fra i quali Ernest Hemingway. Crane viene inoltre ritenuto ispiratore degli autori delle correnti del Modernismo e dell'Imagismo.

## Biografia

### Infanzia
Stephen Crane nacque a Newark (New Jersey), quattordicesimo e ultimo figlio del Reverendo Jonathan Townley Crane, ministro Metodista, e di Mary Helen Peck Crane, figlia di un ecclesiastico. La sua casa natale sita al 14 di Mulberry Place venne demolita nel 1930 per far posto ad un campo da gioco. Dei suoi fratelli e sorelle, otto sopravvissero con lui - Mary Helen, George Peck, Jonathan Townley, William Howe, Agnes Elizabeth, Edmund Byran, Wilbur Fiske, Luther.
Secondo una tradizione di famiglia, i Crane potevano vantare fra i loro avi uno dei fondatori di Elizabethtown nel New Jersey, giunto dall'Inghilterra o dal Galles nel 1665, e un patriota che partecipò alla Guerra d'indipendenza americana e fu per due volte delegato del New Jersey al Congresso Continentale di Filadelfia. Crane scrisse poi che suo padre, il Dr. Crane, "era dotato di un animo aperto, buono, semplice" ed era autore di numerosi trattati di teologia. Sua madre era una nota portavoce del Woman's Chtristian Temperance Union (movimento della temperanza) e molto devota, ma Crane non credeva che "ella fosse di limitate vedute come lo erano la maggior parte dei suoi amici o parenti." Il piccolo Stephen venne seguito principalmente dalla sorella Agnese che aveva 15 anni più di lui. Nel 1876, la famiglia si trasferì a Port Jervis, dove il Dr. Crane fu pastore della Drew Methodist Church, incarico che conservò fino alla sua morte.
Da bambino, Stephen era di salute cagionevole, afflitto da ricorrenti malattie da raffreddamento; quando egli aveva due anni, il padre scrisse nel suo diario che il suo ultimo nato era "così ammalato da farci stare in pensiero per lui". Nonostante la sua fragile costituzione, Crane imparò da solo a leggere prima che compisse i quattro anni. Una delle prime domande posta dal bambino e annotata dal padre riguardava la scrittura; all'età di tre anni, mentre cercava di imitare la calligrafia di suo fratello Townley, chiese alla madre, "tu come scrivi la O?" Nel dicembre 1879, Crane scrisse I'd Rather Have – (Vorrei avere -), una poesia nella quale chiedeva un cagnolino come regalo di Natale, la sua prima poesia giunta fino a noi. Stephen non fu iscritto regolarmente a scuola fino al gennaio 1880, ma non ebbe alcuna difficoltà a completare il programma di due classi in sei settimane. Crane scrisse che il ricordo di questa prodezza "mi sembra come una bugia detta da una madre affettuosa a delle amiche all'ora del tè, tuttavia proseguii nei miei studi rapidamente con gran soddisfazione di mio padre."
Quando il Dr. Crane si spense a 60 anni il 16 febbraio del 1880, Stephen aveva otto anni. Ai funerali parteciparono circa 1400 persone, più del doppio dei suoi parrocchiani. La signora Crane, rimasta vedova, si trasferì a Roseville, vicino Newark, lasciando Stephen presso il fratello Edmund, dove il ragazzo visse con i cugini nella Contea Sussex. Stephen in seguito visse per diversi anni col fratello William a Port Jervis, finché con la sorella Helen si trasferì ad Asbury Park presso la famiglia del fratello Townley. Townley era giornalista; dirigeva a Long Branch gli uffici del New York Tribune e della Associated Press e inoltre era redattore della Asbury Park Shore Press. Agnes fu assunta presso una scuola di Asbury Park e insieme ad Helen si prese cura del piccolo Stephen. Nel giro di un paio di anni, altri lutti colpirono la famiglia Crane. La moglie di Townley, Fannie, morì di malattia di Bright nel 1883 dopo il decesso dei due bambini della coppia. Agnes si ammalò e morì il 10 giugno 1884, di meningite cerebrospinale all'età di 28 anni.

### Istruzione
All'età di 14 anni, Crane scrisse il suo primo racconto, Uncle Jake and the Bell Handle. Nell'autunno del 1885, si iscrisse alla Pennington School, un seminario per ambo i sessi, sito a circa 11 km a nord di Trenton, dove il padre di Stephen era stato direttore dal 1849 al 1858. Subito dopo la partenza di suo figlio per il collegio, la signora Crane cominciò a soffrire di ciò che l'Asbury Park Shore Press riportò come "una temporanea aberrazione mentale." Ai primi del 1886 sembrò che ella si fosse ristabilita, ma verso la fine dell'anno un quarto decesso avvenne nel nucleo famigliare del giovane Stephen, allorché il ventitreenne Luther morì investito da un treno mentre svolgeva il suo lavoro di segnalatore per la Compagnia 'Erie Railroad'.

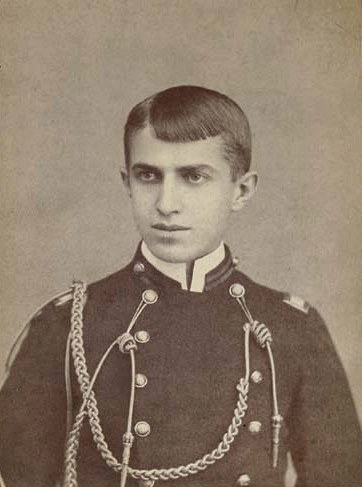
Crane in uniforme da cadetto all'età di 17 anni

Dopo due anni, Crane lasciò Pennington per il Claverack College, una scuola para-militare. Egli si sarebbe ricordato di questo periodo a Claverack come "il più felice periodo della mia vita benché allora non me ne rendessi conto." Un compagno di classe lo ricordava come uno studente molto preparato ma incostante, fortunato nel superare gli esami di matematica e scienze, e inoltre "molto avanti rispetto ai suoi compagni nella preparazione in Storia e Letteratura", le sue materie preferite. Non avendo un secondo nome come gli altri studenti, cominciò a firmare "Stephen T. Crane" per "essere considerato alla pari degli altri iscritti". Crane fu sempre considerato un tipo amichevole, ma anche lunatico e ribelle. A volte saltava le lezioni per andare a giocare a baseball, un gioco in cui svolgeva il ruolo difensivo di ricevitore, tuttavia era anche molto interessato nei programmi di addestramento militare tenuti dalla scuola. Stephen rapidamente avanzò nei ranghi del battaglione studentesco. Un compagno lo descrisse come "certo fisicamente attraente senza essere di bell'aspetto," ma Crane era distaccato e riservato, in genere non molto benvoluto a Claverack.
Nell'estate del 1888, Crane fece da aiutante a suo fratello Townley che gestiva una agenzia di stampa nella località marittima di Asbury Park nel New Jersey, lavorandovi ogni estate fino al 1892. Il primo scritto pubblicato a firma di Crane fu un articolo sulla famosa ricerca condotta in Africa dall'esploratore Henry M. Stanley per rintracciare il missionario Inglese David Livingstone. L'articolo comparve nel febbraio 1890 sulla rivista Vidette del Claverack College. Nel giro di pochi mesi, tuttavia, Crane venne persuaso dalla sua famiglia a rinunciare alla carriera militare e a trasferirsi presso il Lafayette College di Easton in Pennsylvania, in modo da laurearsi in ingegneria mineraria. Egli si iscrisse al Lafayette il 12 settembre e ben presto si lasciò trascinare in attività extrascolastiche; si impegnò ancora una volta nel baseball ed aderì alla maggiore fratellanza studentesca la (ΔΥ) Delta Ipsilon, e a due gruppi rivali: la Washington Literary Society e la Franklin Literary Society. Crane seguì le lezioni con scarsa assiduità e terminò il semestre conseguendo votazioni solo in quattro dei sette corsi da lui scelti. Dopo aver frequentato solo un semestre, Crane si trasferì alla Syracuse University dove si iscrisse come fuori corso nella facoltà di Lettere. Crane alloggiò presso un pensionato della fratellanza Delta Upsilon ed entrò a far parte della squadra di baseball. Seguì appena un corso (Letteratura Inglese) durante il secondo trimestre, rimase sul posto senza però seguire alcun corso nel terzo trimestre.
Considerando con maggior attenzione il suo scrivere, Crane iniziò a sperimentare l'impostazione e lo stile provando a trattare diversi temi. Un suo racconto immaginario dal titolo "Great Bugs of Onondaga" apparve contemporaneamente sul Syracuse Daily Standard e sul New York Tribune. Avendo definito la vita universitaria "una perdita di tempo", Crane decise di divenire uno scrittore e un cronista a tempo pieno. Egli partecipò ad una riunione capitolare della confraternita Delta Ipsilon il 12 giugno 1891, ma poco dopo abbandonò gli studi universitari per sempre.

### Scrittore a tempo pieno
Nell'estate del 1891, Crane sottopose due suoi racconti a Willis Fletcher Johnson redattore del Tribune e amico della famiglia Crane, che accettò di pubblicarli. "Hunting Wild Dogs" e "The Last of the Mohicans" furono i primi di quattordici anonimi bozzetti e racconti sulla Contea Sullivan dello Stato di New York che sarebbero apparsi sul Tribune fra febbraio e luglio del 1892. Crane sottopose a Johnson una prima stesura di Maggie: A Girl of the Streets. Più tardi in quella stessa estate, Crane conobbe e fece amicizia con l'autore Hamlin Garland, che era impegnato in zona a tenere conferenze sulla letteratura statunitense e sulle arti espressive; il 17 di agosto, Garland tenne una conferenza sul romanziere William Dean Howells, Crane ne scrisse una recensione per il Tribune. Garland, ben impressionato dall'onestà intellettuale del giovane scrittore ne divenne il mentore e difensore. Negli anni successivi, comunque, la loro amicizia si doveva incrinare a causa della disapprovazione mostrata da Garland per la presunta immoralità di Crane.
Nell'autunno del 1891, Stephen si trasferì presso il fratello Edmund che abitava a Lake View, un sobborgo di Paterson (New Jersey). Di qui Crane fece frequenti viaggi a New York, prendendo appunti e scrivendo articoli in particolare sui quartieri di fatiscenti caseggiati che andavano sorgendo nella città. Crane studiò con attenzione la zona della Bowery, un piccolo ed un tempo prospero quartiere nella zona sud di Manhattan. Dopo la Guerra Civile, i negozi e i palazzi della Bowery si erano trasformati in bar, sale da ballo, bordelli e pensioni di infima categoria, tutti ambienti che Crane frequentò, in seguito giustificandosi di averlo fatto per poter svolgere ricerca sul campo. Egli fu attratto dal tipo di gente trovata in quelle catapecchie, ritenendola "aperta e sincera, senza nulla di segreto". Considerato che nulla di veramente genuino e privo di sentimentalismi era mai stato scritto riguardo alla Bowery, Crane decise di farlo lui stesso; questa esperienza sarebbe servita come impostazione per il suo primo romanzo. Il 7 dicembre del 1891, la madre di Crane morì all'età di 64 anni, e il ventenne autore scelse il fratello Edmund come proprio tutore.
Nonostante fosse fragile, denutrito e affetto da una tosse stizzosa che non gli impediva però di fumare sigarette, nella primavera del 1892 Crane iniziò una relazione con Lily Brandon Munroe, una donna sposata che lo scrittore convinse ad abbandonare il marito. Benché la Munroe affermasse in seguito che Crane "non era un bel uomo", ella tuttavia era rimasta affascinata dai suoi "affascinanti occhi grigi a forma di mandorla." Crane la pregò di fuggire con lui, ma la famiglia di lei si oppose a questa unione perché Crane era squattrinato e senza prospettive, per questo la Munroe declinò l'invito. Il loro ultimo incontro avvenne probabilmente nell'Aprile del 1898 quando lui rinnovò l'invito a fuggire via e lei ancora una volta oppose un netto rifiuto.
Fra il 2 luglio e l'11 settembre del 1892, Crane pubblicò almeno una decina di nuovi articoli sulle vicende di Asbury Park. Benché un collega del Tribune affermasse che Crane "non si differenziava di molto da qualsiasi altro suo coetaneo che si fosse guadagnata la reputazione di parlar chiaro e altrettanto di scrivere," in quella estate gli articoli di Crane assunsero un tono più scettico e privo di ipocrisia. Una tempesta di polemiche si scatenò allorché venne pubblicato un articolo che egli scrisse sul corteo del Gruppo Giovanile del Sindacato Americano degli Operai (Junior Order of United American Mechanics), intitolato "Cortei e Divertimenti". In questo articolo, pubblicato il 21 di agosto, si accostavano, da un lato, gli uomini del corteo "scuri di pelle, con le spalle ricurve, rozzi e bisunti" e, dall'altro lato, gli spettatori presenti ai lati della strada che indossavano "leggeri abiti estivi, parasole di pizzo, pantaloni da tennis, cappelli di paglia e sui volti sorrisi indifferenti". Ritenendo di essere stati scherniti, alcuni dei partecipanti al corteo JOUAM offesi scrissero alla redazione. Il fatto che il proprietario del Tribune, Whitelaw Reid, quell'anno fosse in lista come candidato alla vicepresidenza repubblicana è probabile che abbia reso la faccenda abbastanza delicata. Nonostante Townley Crane abbia scritto un pezzo per la Asbury Park Daily Press in difesa di Stephen, il Tribune si scusò prontamente con i suoi lettori, definendo l'articolo in questione come "un pezzo di corrispondenza occasionale, passato inavvertitamente in tipografia". Hamlin Garland e il biografo John Barry affermarono che Crane disse loro di essere stato licenziato in tronco dal Tribune, ma Willis Fletcher Johnson in seguito negò ciò. Il giornale, comunque, non avrebbe più pubblicato alcunché di Crane dopo il 1892.

### Vita a New York

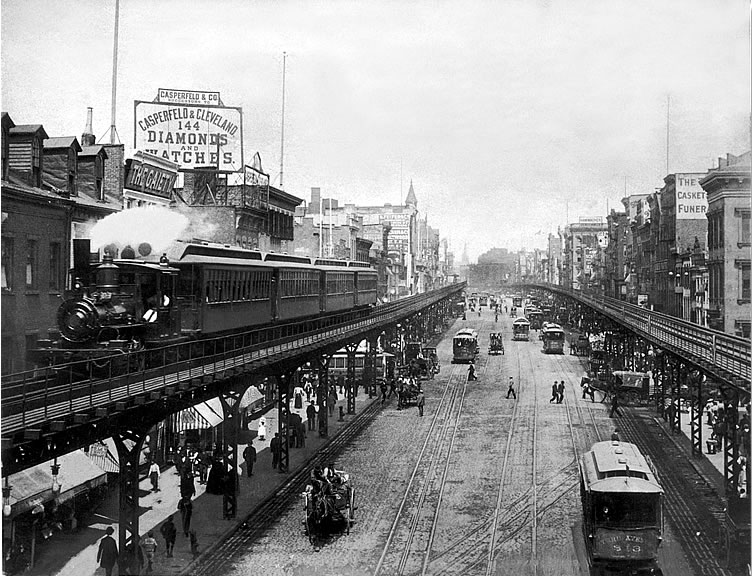
Un treno a vapore della linea sopraelevata Third Avenue El passante sulla Bowery Street nel 1896

Crane lottò per poter guadagnarsi da vivere come libero giornalista, contribuendo con bozzetti e servizi speciali per diversi quotidiani di New York. Nell'ottobre 1892, prese alloggio a Manhattan in una casa abitata da un gruppo di studenti di medicina. L'abbozzo di Maggie: A Girl of the Streets, il romanzo che tratta di una ragazza, un "fiore che sboccia nel fango" e che diventa la vittima di tragiche circostanze, fu sviluppato o interamente riscritto in questo periodo. Nell'inverno del 1893, Crane portò il manoscritto di Maggie a Richard Watson Gilder, che si rifiutò di pubblicarlo sul The Century Magazine. Crane, a questo punto, decise di pubblicarlo privatamente utilizzando i soldi ereditati da sua madre. Il romanzo venne stampato alla fine di febbraio o ai primi di marzo del 1893 presso una piccola tipografia che di solito stampava libri di medicina e opuscoli religiosi. Sul frontespizio allegato alla domanda di diritto d'autore presentata alla Library of Congress si legge semplicemente: "A Girl of the Streets, / A Story of New York. / —By—/Stephen Crane." Il nome "Maggie" venne aggiunto nel titolo successivamente. Crane usò lo pseudonimo "Johnston Smith" per la pubblicazione iniziale del romanzo, a tal proposito disse all'amico e artista Corwin Knapp Linson che quel nom de plume fu "il nome più comune che mi venisse in mente. Avevo un amico redattore che si chiamava Johnson, a quel nome aggiunsi una "t", così che nessuno avrebbe potuto rintracciarmi fra la massa di signori Smith." Hamlin Garland recensì l'opera nel numero di giugno 1893 della rivista Arena, definendo il romanzo come "la più veritiera e originale ricerca sui bassifondi che io abbia mai avuto occasione di leggere, per quanto incompleta." Nonostante questi primi elogi, Crane si sentì depresso e con pochi soldi in tasca avendo speso ben $869 per 1 100 copie di un romanzo che non ebbe fortuna presso il pubblico; tanto che finì per dar via un centinaio di copie invendute. In seguito, Crane avrebbe ricordato "con quanta ansia ho atteso la pubblicazione e mi sono immaginato quale sensazione ciò mi avrebbe procurato. Nulla di tutto ciò avvenne. Nessuno sembrava notarla o curarsene... Povera Maggie! Fu lei uno dei miei primi amori."
Nel marzo 1893, Crane passò delle ore nello studio di Linson a posare per un ritratto. In questo occasione fu affascinato dalla lettura di una serie di articoli pubblicati sulla rivista Century e dedicati alle battaglie e ai famosi condottieri della Guerra Civile. Deluso dallo stile arido di quei resoconti, Crane affermò, "Io mi meraviglio che alcuni di quei combattenti non dicano cosa hanno provato in quei frangenti. Essi descrivono con dovizia di particolari ciò che fecero, ma per il resto sono freddi come sassi." Crane ritornò a leggere queste riviste nelle successive visite fatte allo studio di Linson, e alla fine nacque impellente l'idea di scrivere un romanzo sulla guerra. Successivamente egli avrebbe detto che "inconsciamente in lui durante gran parte della fanciullezza si erano definiti i dettagli di questa storia" e aveva immaginato "storie di guerra sin da quando aveva smesso i pantaloni alla zuava." Questo romanzo si sarebbe intitolato The Red Badge of Courage.
Fin dall'inizio, Crane volle mostrare ciò che si provava in guerra tracciando "un quadro psicologico della paura." Ideò una storia così come vista da un giovane soldato semplice che dapprima parte per la guerra spinto da giovanili sogni di gloria e poi subito viene disilluso dalla dura realtà della guerra, Crane diede al suo soldato il cognome "Fleming", prendendo in prestito il cognome da nubile di sua cognata. In seguito egli riferì che i primi paragrafi gli sgorgarono dalla penna con "ogni parola al suo posto, ogni virgola, ogni periodo già prefissato." L'autore lavorò maggiormente di notte, scrivendo da mezzanotte circa fino alle quattro o le cinque del mattino. Poiché non poteva permettersi una macchina da scrivere, Crane scrisse accuratamente con inchiostro su carta di formato normale, raramente facendo cancellature o aggiungendo una parola fra le righe. Se era proprio costretto a cambiare qualcosa, riscriveva l'intera pagina.
Mentre lavorava al suo secondo romanzo, Crane non smise di scrivere bozzetti di vita e racconti da far pubblicare per evitare l'indigenza; "An Experiment in Misery", basato sulle esperienze fatte da Crane nella Bowery, fu pubblicato dalla New York Press. Egli scriveva anche cinque o sei poesie al giorno. Ai primi del 1894, fece leggere alcune delle sue poesie, che egli chiamava semplicemente "righe", ad Hamlin Garland, che riferì di averne lette "in tutto una trentina" con "crescente meraviglia." Nonostante che Garland e William Dean Howells lo incoraggiassero a proporre le sue poesie ad un editore, i versi liberi di Crane erano troppo fuori dall'usuale per proporli alla maggioranza dei lettori. Dopo un breve tira e molla fra il poeta e l'editore, la casa editrice Copeland & Day accettò di pubblicare il primo volume di poesie di Crane, The Black Riders(I cavalieri neri), ma questo uscì nelle librerie solo dopo The Red Badge of Courage. Crane ricevette un 10% di diritti d'autore, e l'assicurazione che il volume si sarebbe presentato in una veste "dallo stile molto più classico di qualsiasi altro libro mai pubblicato in America."
Nella primavera del 1894, Crane inviò il manoscritto completo di The Red Badge of Courage al McClure's Magazine, che era la rivista principale a pubblicare scritti sulla Guerra Civile. Quelli di McClure's, mentre tardavano a dargli una risposta circa il suo romanzo, offrirono a Crane l'incarico di un servizio sul lavoro nelle miniere di carbone della Pennsylvania. "In the Depths of a Coal Mine" (Nelle profondità di una miniera di carbone), un reportage con illustrazioni di Linson, venne venduto da McClure's ad un certo numero di quotidiani che però lo pubblicarono con pesanti modifiche. Crane disgustato dai tagli, chiese a Linson: "Ma perché diavolo mi hanno inviato laggiù? Volevano forse che le miniere di carbone fossero presentate al pubblico come delle luccicanti sale da ballo con i minatori che sorbiscono gelati indossando camicie inamidate?"
Dopo che si rese conto che McClure's non avrebbe potuto pagarlo, Crane sottopose il suo romanzo di guerra a Irving Bacheller dell'agenzia di stampa Bacheller-Johnson, che convenne di pubblicare The Red Badge of Courage a puntate. Fra il 3 e il 9 dicembre 1894, The Red Badge of Courage iniziò ad essere presentato su di una mezza dozzina di quotidiani negli Stati Uniti. Anche se presentava molti tagli a causa del tipo particolare di pubblicazione, Bacheller attestò del suo grande successo dicendo "la qualità dell'opera venne percepita e riconosciuta immediatamente." Nell'editoriale del direttore del Philadelphia Press del 7 dicembre si leggeva che Crane "è al momento un nome nuovo e sconosciuto, ma tutti parleranno di questo autore se continuerà così come ha iniziato".

### Viaggi e celebrità

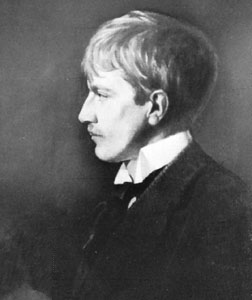
Dettaglio di un ritratto di Crane del 1894 scattato dall'amico e fotografo Corwin Knapp Linson. Linson disse che il profilo dello scrittore gli ricordava "il giovane Napoleone—ma non tanto, Steve."

Alla fine di gennaio del 1895, Crane partì per quello che egli definì "un lungo e tortuoso viaggio da giornalista verso il West". Scrivendo articoli per l'agenzia Bacheller, fece tappa a Saint Louis (Missouri), nel Nebraska, a New Orleans, a Galveston e infine giunse a Città del Messico. Irving Bacheller in seguito avrebbe affermato di "aver mandato Crane in Messico alla scoperta di un nuovo colore locale", che lo scrittore rinvenne nella vita dei bassifondi messicani. Mentre a New York Crane scoprì una classe proletaria piagnona, in Messico, al contrario, fu ben impressionato dalla "superiorità" dimostrata dai contadini nel contentarsi di quanto avevano ed "anche dal rifiuto di essere commiserati." Ritornato a New York cinque mesi dopo, Crane divenne socio del Lantern (alternativamente scritto "Lanthom" o "Lanthorne") Club organizzato da un gruppo di giovani scrittori e giornalisti. Il Club, collocato sul terrazzo di un vecchio fabbricato di William Street vicino al Ponte di Brooklyn, serviva come una sorta di pub ed era arredato come la cabina di una nave. In questo locale Crane consumava un discreto pasto al giorno, tuttavia i suoi amici, secondo Nelson Greene, erano preoccupati dal fatto che "fumava continuamente, beveva troppo caffè, mangiava poco e non si curava i denti". Vivendo quasi in povertà e spendendo in anticipo quanto avrebbe guadagnato con la pubblicazione dei suoi libri, Crane iniziò a lavorare su due nuovi romanzi: The Third Violet (La terza violetta) e George's Mother (La madre di George).
Il volume di poesie The Black Riders fu pubblicato da Copeland & Day prima che Crane tornasse nel mese di maggio a New York, ma, purtroppo, ricevette molte critiche per non dire insulti a causa dello stile particolare delle poesie e per l'uso dei versi liberi. In un articolo della rivista Bookman Crane fu definito come l'"Aubrey Beardsley della poesia" ed un commentatore del Chicago Daily Inter-Ocean affermò che "non si trova neanche una riga di poesia dalla prima fino all'ultima pagina. Al confronto le poesie di Leaves of Grass di Whitman sono molto più comprensibili. Per il libro di Crane sarebbe adatto il titolo di Poetica follia." A giugno, il New York Tribune recensì il libro definendolo "un sacco di spazzatura." Crane, comunque, fu ben felice che il libro avesse "creato un certo subbuglio".
In netto contrasto al modo in cui venne accolta la poesia di Crane, The Red Badge of Courage riscosse un grande successo dopo che uscì per i tipi della Appleton nel settembre 1895. Nei successivi quattro mesi il libro fu tra i primi sei in diverse classifiche dei libri più venduti in tutto il paese. Questo libro arrivò sulla scena letteraria "come un lampo a ciel sereno", secondo il giudizio di Henry Louis Mencken, che all'epoca aveva 15 anni. Il romanzo ebbe entusiastica accoglienza in Inghilterra; Joseph Conrad, futuro amico di Crane, scrisse che il romanzo "ebbe l'effetto esplosivo di un proiettile di cannone da 12" caricato con un potentissimo esplosivo." Appleton pubblicò nel giro di un anno ben undici edizioni. Nonostante che alcuni critici ritenessero l'opera eccessivamente descrittiva e oltraggiosa dello spirito di patria, essa venne salutata come una realistica descrizione della guerra e come esempio di uno stile di scrittura più che unico. La Detroit Free Press dichiarò che The Red Badge avrebbe suscitato nei lettori "una così vivida immagine delle emozioni e degli orrori in un campo di battaglia che voi pregherete il cielo affinché i vostri occhi non vedano nella realtà mai nulla del genere."
Volendo giovarsi del successo di The Red Badge, l'agenzia McClure offrì a Crane un contratto per la stesura di una serie sui campi di battaglia della Guerra Civile. Poiché era un suo desiderio "di visitare i campi delle battaglie—che stavo per descrivere—nel momento dell'anno in cui furono combattute," Crane accettò l'incarico. Dopo aver visitato i campi di battaglia nel Nord Virginia, compreso quello della Fredericksburg, decise di scrivere ancora cinque racconti sulla Guerra Civile: "Three Miraculous Soldiers" (Tre portentosi soldati), "The Veteran" (Il veterano), "An Indiana Campaign" (Una campagna militare in Indiana), "An Episode of War" (Un episodio bellico) e The Little Regiment (Il piccolo reggimento).

### Aria di scandalo
All'età di 24 anni, Crane, che stava godendosi il suo successo, si trovò coinvolto in un caso che fece molto scalpore riguardo ad una presunta prostituta di nome Dora Clark. Alle prime ore dell'alba del 16 settembre 1896, egli era in compagnia di due ballerine e della Clark appena uscite dal Broadway Garden di New York, un popolare locale dove Crane si era recato ad intervistare le donne per una serie di articoli che stava scrivendo. Mentre Crane guardava che una delle donne prendesse tranquillamente un tram, un poliziotto in borghese di nome Charles Becker fermò le altre due donne con l'accusa di adescamento; non appena Crane cercò di intervenire venne minacciato di arresto. Una delle donne venne rilasciata dopo che Crane confermò che lei si era confusa nel dichiararsi sua moglie, la Clark, invece, venne condotta al distretto di polizia. Pronunciandosi contro il parere del sergente che procedeva alla conferma dell'arresto, Crane rilasciò una dichiarazione in cui confermava l'innocenza di Dora Clark, con queste parole "Io so solo che mentre era in mia compagnia la signorina si è comportata in modo corretto, e sostengo la falsità dell'accusa del poliziotto." Sulla base della testimonianza di Crane, la Clark venne rilasciata. I mezzi di comunicazione presero al volo la storia; la notizia si diffuse a Philadelphia, a Boston e in altre città con i giornali che ponevano in risalto il coraggio e la risoluzione mostrata da Crane. La vicenda Stephen Crane, così divenne nota, presto divenne argomento di barzellette; sul Chicago Dispatch in particolare si lesse uno spiritoso gioco di parole "si avverte rispettosamente il signor Stephen Crane che il sodalizio con donne vestite di rosso non è necessariamente un 'Segno rosso di coraggio' ".
Un paio di settimane dopo la chiusura del caso, la Clark denunciò per indebito arresto l'agente che l'aveva fermata. Il giorno successivo, l'agente alla presenza di testimoni aggredì la Clark. Crane, che in un primo momento si era recato per pochi giorni a Philadelphia per sfuggire all'asfissiante pressione della stampa, ritornò a New York per testimoniare nel procedimento contro Becker, nonostante il parere contrario datogli da Theodore Roosevelt, che a quel tempo era Commissario di polizia ed un nuovo conoscente di Crane. La difesa dell'agente prese di mira Crane: la polizia perquisì il suo appartamento ed interrogò la gente che lo conosceva, per trovare incriminazioni che potessero sminuire la sua testimonianza. Ci fu un vivace contraddittorio col quale si cercò di far apparire Crane come un uomo di dubbia moralità; al pubblico ministero che lo accusava di frequentare case di malaffare, Crane rispose che lo faceva a scopo di inchieste giornalistiche. A conclusione del processo, il 16 ottobre, l'agente accusato di indebito arresto venne scagionato, ma la reputazione di Crane ne uscì a pezzi.

### Cora Taylor e il naufragio delCommodore
Ricevuti $700 in monete d'oro spagnole dall'agenzia Bacheller-Johnson per l'incarico di corrispondente di guerra da Cuba, Crane partì da New York il 27 novembre con un treno diretto a Jacksonville in Florida. Al suo arrivo, scese al St. James Hotel registrandosi con lo pseudonimo di Samuel Carlton per conservare l'anonimato mentre cercava un imbarco per Cuba. Nell'attesa, fece un giro per la città e visitò i locali di piacere. Nel giro di pochi giorni incontrò la trentunenne Cora Taylor, proprietaria del locale Hotel de Dream. Nata in una rispettabile famiglia di Boston, la Taylor (il cui vero nome era Cora Ethel Stewart) era già stata sposata due volte; il suo primo marito, Vinton Murphy, divorziò da lei accusandola di adulterio. Nel 1889, sposò il Capitano Donald William Stewart, che ella abbandonò nel 1892 per un altro uomo. Al tempo dell'arrivo di Crane, la Taylor era residente a Jacksonville da due anni. Pur vivendo una vita bohemienne, era una persona ben nota e tenuta in considerazione. I due trascorsero gran tempo insieme nell'attesa che Crane si imbarcasse. Alla fine, lo scrittore ottenne il permesso di imbarcarsi sul Commodore in partenza a capodanno per il porto cubano di Cienfuegas.

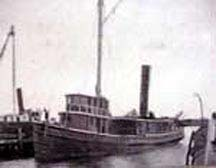
La SS Commodore alla banchina

La nave salpò da Jacksonville con 27 o 28 uomini ed un carico di vettovaglie e munizioni per i ribelli Cubani. Lungo il fiume St. John e a meno di 2 miglia da Jacksonville, la Commodore a causa della fitta nebbia andò ad incagliarsi in un banco di sabbia e danneggiò lo scafo. Benché fosse stata disincagliata, il giorno dopo la nave di nuovo andò ad arenarsi a Mayport riportando altri danni. Verso sera si aprì una falla nel locale delle caldaie con conseguente malfunzionamento delle pompe, la nave si arrestò a circa 16 miglia dalla insenatura Mosquito. Quando la nave imbarcò ancor più acqua, Crane descrisse la sala motori come se "in quel momento si osservasse la scena di pentoloni bollenti nella cucina dell'Ade." Le scialuppe del Commodore vennero calate in acqua alle prime ore del mattino del 2 gennaio 1897 e la nave infine affondò verso le 7 del mattino. Crane fu uno degli ultimi a lasciare la nave su di una scialuppa di 3 metri. Sostenendo una dura prova che descriverà nel racconto "The Open Boat" (La scialuppa), Crane ed altri tre uomini (compreso il comandante della nave) vennero sballottati per un giorno e mezzo al largo della costa della Florida prima di tentare uno sbarco presso Daytona Beach. La piccola imbarcazione, tuttavia, fu capovolta dalle onde, costringendo gli esausti naufraghi a nuotare fino a riva; uno di loro perì travolto dai frangenti. Poiché aveva perso l'oro che gli era stato dato per il viaggio, Crane telegrafò chiedendo aiuto a Cora Taylor. Ella si portò a Daytona e il giorno successivo ritornò a Jacksonville insieme a Crane. Erano passati appena quattro giorni da quando lo scrittore era partito con il Commodore.
Ampi resoconti del naufragio apparvero sulle prime pagine di tutti i quotidiani. Cominciarono a circolare voci, che non vennero mai confermate, di un sabotaggio della nave. Descritto dalla stampa con favore per il suo comportamento eroico, Crane vide migliorata, se non ripristinata, la sua reputazione agli occhi dell'opinione pubblica, dopo i duri colpi ricevuti per la vicenda di Dora Clark. Intanto, sbocciò l'amore fra Crane e la Taylor.

### Guerra Greco-Turca (1897)

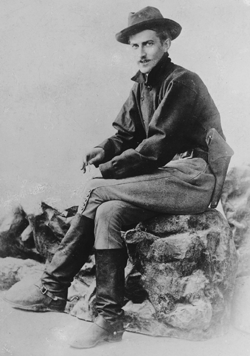
Crane in posa davanti al fondale di uno studio fotografico di Atene, 1897

Nonostante il periodo di appagamento a Jacksonville e la necessità comunque di un periodo di riposo dopo le varie traversie, Crane iniziò ad essere irrequieto. Partì da Jacksonville per New York City l'11 gennaio, qui fece richiesta per un passaporto con destinazione Cuba, Messico e i Caraibi. Passò tre settimane a New York, completando il racconto "The Open Boat" e recandosi periodicamente a Port Jervis. In questo periodo, tuttavia, vennero disposti dei blocchi navali lungo la costa della Florida, e da questo Crane dedusse che non sarebbe più riuscito a partire per Cuba. Ai primi di marzo, il racconto "The Open Boat" fu venduto all'editore Scribner per $300. Deciso a scrivere come corrispondente di guerra, Crane si impegnò con il New York Journal di William Randolph Hearst per la stesura di articoli come inviato sul fronte della Guerra Greco-Turca (1897). Crane partì con la Taylor, che aveva venduto l'Hotel de Dream proprio per seguirlo.
Il 20 marzo, salparono facendo scalo prima in Inghilterra, dove Crane fu accolto con grande cordialità. Crane e la Taylor giunsero ad Atene ai primi di aprile; fra il 17 aprile (quando la Turchia dichiarò guerra alla Grecia) e il 22 di aprile, Crane scrisse il suo primo servizio sulla guerra, "An Impression of the 'Concert' ". Quando partì per l'Epiro nel nordovest della Grecia, la Taylor rimase ad Atene, dove praticamente divenne la prima donna corrispondente di guerra dalla Grecia. Ella scrisse, sotto lo pseudonimo di "Imogene Carter", per il New York Journal, un incarico che le era stato procurato da Crane. Entrambi scrivevano spesso spostandosi per il paese sia da soli che in coppia. La prima operazione che ebbe come testimone Crane fu l'assalto portato dai Turchi contro le truppe greche del generale Constantine Smolenski nella zona di Velestino. Crane scrisse, "È importante osservare l'esercito nemico. È proprio difficile descrivere dove e come continui a trovare il coraggio." Nel corso di questa battaglia, Crane si imbatté in un "saltellante cucciolo grassottello" che venne adottato con il nome di "Velestino, il cane del giornale". Il 20 maggio venne firmato un armistizio fra Grecia e Turchia, ponendo fine a quella che fu detta la guerra dei 30 giorni; Crane e la Taylor lasciarono la Grecia diretti in Inghilterra, portandosi dietro due fratelli greci come domestici e in più il cane Velestino.

### In Inghilterra e Guerra Ispano-Americana
Dopo essersi fermati a Limpsfield, nel Surrey, per pochi giorni, Crane e la Taylor si stabilirono a Ravensbrook, una semplice villa in mattoni di Oxted. Presentandosi come il Signor Crane e Signora, vissero in Inghilterra come una coppia sposata. Crane, comunque, cercò sempre di nascondere la relazione ad amici e famigliari negli Stati Uniti. Pur molto stimato in Inghilterra, Crane, viceversa, si sentiva oggetto di critiche in patria. Infatti scrisse: "Pare che ci siano molti americani che vogliono uccidermi, seppellirmi e dimenticarmi puramente per loro cattiveria e invidia e--per mia indegnità, se preferisci". Il cane Velestino si ammalò e morì subito dopo il loro arrivo in Inghilterra il 1º di agosto. Crane, che amava molto i cani, scrisse una commovente lettera ad un amico un'ora dopo la morte del cane, affermando che "per undici giorni abbiamo lottato contro la morte per lui, non pensando ad altro che a farlo vivere." La zona di Limpsfield-Oxted ospitava membri del movimento socialista Fabian Society e per questo era una meta di scrittori quali Edmund Gosse, Ford Madox Ford e Edward Garnett. Crane incontrò nell'ottobre 1897 il romanziere di origine polacca Joseph Conrad, col quale iniziò un'amicizia, che lo scrittore americano definì, "cordiale e duratura".
Benché Crane si sentisse a suo agio tra i suoi colleghi, tuttavia le recensioni negative dell'ultimo suo romanzo The Third Violet stavano incrinando la sua fama di scrittore. Fra l'altro, i critici avevano stroncato anche i suoi scritti dai campi di guerra, considerandoli troppo egocentrici. Crane cominciava a mancare di introiti, nonostante che The Red Badge of Courage a quell'epoca avesse raggiunto la quattordicesima edizione negli Stati Uniti e la sesta in Inghilterra. Per sopravvivere finanziariamente, iniziò a lavorare senza tregua sia per gli editori inglesi che per quelli statunitensi. Crane scrisse in rapida successione racconti quali "The Monster" (Il mostro), "The Bride Comes to Yellow Sky" (La sposa giunge a Yellow Sky), "Death and the Child" (La morte e il bambino) e "The Blue Hotel" (La locanda azzurra). Crane iniziò ad imporre un prezzo alle sue nuove opere, sperando di ricavare da "The Bride", per esempio, $175. Alla fine del 1897, comunque, la crisi finanziaria di Crane peggiorò. Amy Leslie, una giornalista di Chicago e sua ex amante, lo citò per mancata restituzione di un prestito di $550. Il New York Times scrisse che Leslie aveva prestato a Crane $800 nel novembre del 1896 ma questi le aveva restituito solo un quarto della somma. In febbraio, lo scrittore venne chiamato davanti al giudice per rispondere di insolvenza verso la Leslie. La questione, comunque, deve avere trovato una soluzione extra giudiziale, perché non esiste alcuna sentenza in merito. Frattanto, Crane si sentiva "oppresso dai guai" e con "le spalle al muro" per le spese. Un giorno si coinfidò con il suo agente di essere sotto di $2.000 ma che "ce l'avrebbe fatta" con una maggiore produzione di scritti.
Subito dopo l'affondamento della nave USS Maine della marina militare, esplosa nel porto dell'Avana il 15 febbraio 1898 in circostanze sospette, a Crane venne offerto un anticipo di 60 sterline dalla rivista inglese Blackwood's Magazine per degli articoli da scrivere "dal teatro delle operazioni nel caso di conflitto" fra Stati Uniti e Spagna. La salute di Crane cominciava a vacillare, e si ritiene che cominciassero a manifestarsi i segni della tubercolosi polmonare, che aveva contratto da bambino.. Con in tasca quasi nessun soldo derivante dai racconti già finiti, Crane accettò l'incarico e partì da Oxted per New York. Cora Taylor e il resto della casa rimasero in Inghilterra per tenere a bada i creditori locali. Crane, una volta giunto a New York, fece richiesta di un passaporto e partì per Key West due giorni prima che il Congresso dichiarasse guerra alla Spagna. Mentre la guerra languiva, tuttavia, lo scrittore condusse interviste tra la gente e preparò il materiale da inviare alla rivista. Ai primi di giugno, fu testimone della fondazione di una base statunitense a Cuba quando i Marines occuparono la Baia di Guantánamo. Crane sbarcò insieme ai Marines, per "raccogliere e mettere sulla carta le sensazioni proprio mentre l'azione si svolgeva." Benché egli con sincerità scrivesse della sua paura durante la battaglia, gli altri intorno a lui ne osservarono la calma e la compostezza. Crane avrebbe in seguito ricordato "questa interminabile tragedia notturna" nel racconto "Marines Signaling Under Fire at Guantanamo". Dopo aver mostrato grande spirito di sacrificio durante la battaglia di Cuzco a Cuba, recapitando messaggi ai comandanti di compagnia, Crane meritò una citazione ufficiale per il suo "aiuto materiale fornito durante l'azione".
Crane continuò a scrivere servizi su varie battaglie e sul peggioramento delle condizioni militari, comunque ebbe parole di encomio per i Rough Riders, il 1º reggimento di volontari di cavalleria guidati da Theodore Roosevelt, nonostante gli screzi con quest'ultimo quando era Commissario di polizia a New York. Ai primi di luglio, tuttavia, Crane fu rinviato negli Stati Uniti per cure mediche a causa di febbre alta. Gli venne diagnosticata prima la febbre gialla, poi la malaria. Una volta giunto a Old Point Comfort in Virginia, passò alcune settimane di riposo in un albergo. Nonostante Crane avesse inviato, nell'arco di tre mesi al fronte, più di venti dispacci, il direttore commerciale del World, ritenendo che il giornale non avesse ricevuto il corrispettivo in articoli di quanto corrisposto allo scrittore, lo locenziò. Per ritorsione, Crane volendo ritornare a Cuba firmò un contratto con il New York Journal di Hearst. Pertanto si portò prima a Porto Rico e quindi all'Avana. A settembre, si sparsero voci che Crane, il quale stava lavorando sotto falso nome, fosse stato ucciso oppure che fosse disperso. Lo scrittore, tuttavia, seppure sporadicamente, spediva dispacci e articoli; con il suo spirito di osservazione descrisse la vita che si svolgeva all'Avana nelle strade affollate e vari altri argomenti, ma ben presto fu di nuovo a corto di denaro. Anche la Taylor, lasciata sola in Inghilterra, si trovava in difficoltà. Cominciò ad agitarsi per le preoccupazioni su dove si trovasse il suo uomo; infatti non riuscirono a comunicare fra di loro fino alla fine dell'anno. Crane, infine partì dall'Avana e giunse in Inghilterra l'11 gennaio 1899.

### La Fine
L'affitto della casa a Ravensbrook non era stato pagato per un anno. Al suo arrivo in Inghilterra, Crane nominò un legale come garante per i debiti, dopo di che Crane e Taylor traslocarono a Brede Place. Questa residenza di campagna nel Sussex, risalente al XIV secolo e priva di elettricità e acqua corrente, venne offerta loro da conoscenti per un modesto canone d'affitto. Questo trasloco sembrò dare speranza a Crane, ma i suoi problemi finanziari continuarono ad affliggerlo. Crane arrivò alla decisione di non potersi più permettere di scrivere per editori statunitensi, pertanto pubblicò esclusivamente su riviste inglesi.
Durante i primi mesi di residenza a Brede, Crane lavorò febbrilmente; infatti egli disse al suo editore che "non ho lavorato mai così tanto nella mia vita". Il suo stato di salute peggiorò, durante l'autunno del 1899 chiese informazioni ai suoi conoscenti circa località di cura. In questo periodo era in fase di uscita The Monster and Other Stories (Il mostro e altri racconti) e War Is Kind (La guerra è buona) la sua seconda raccolta di poesie che venne pubblicata in maggio negli Stati Uniti. Nessuno dei suoi libri pubblicati dopo The Red Badge of Courage ebbe un pari successo di vendite, Crane decise di comprare una macchina per scrivere per incrementare la sua capacità di scrittura. Active Service (Servizio attivo), un romanzo basato sul servizio svolto da Crane come corrispondente di guerra in Grecia, fu pubblicato in ottobre e accolto con giudizi diversi. Il recensore del New York Times, in particolare, si chiese "se l'autore di 'Active Service' realmente vedesse qualcosa di eccezionale nel suo personaggio di eroe della carta stampata."

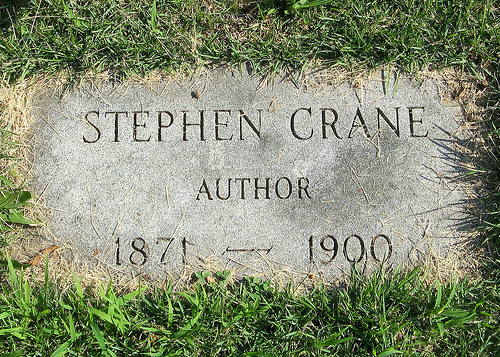
Tomba di Crane nell'Evergreen Cemetery di Hillside (New Jersey)

Nel dicembre del 1899, i Crane in occasione del Natale diedero una elaborata festa che durò diversi giorni, a questa parteciparono Joseph Conrad, Henry James, H. G. Wells ed altri conoscenti. Il 29 dicembre, Crane subì una grave emorragia polmonare. Nel gennaio del 1900 lo scrittore si era abbastanza ripreso tanto da lavorare per un nuovo romanzo, The O'Ruddy (Gli O' Ruddy), completandone 25 dei 33 capitoli. Nonostante avesse fatto dei piani per partire come corrispondente per Gibilterra e di qui per l'isola di Sant'Elena, dove erano tenuti prigionieri più di 5.000 prigionieri Boeri, fra la fine di marzo e i primi di aprile egli subì altre due copiose emorragie. In questo periodo, Cora Taylor scrisse molti degli articoli di Crane mentre questi era malato e chiese aiuti economici a vari amici. La coppia programmò un viaggio in continente, ma Conrad, dopo aver fatto visita per l'ultima volta a Crane, osservò che "dal viso sofferente del suo amico si capiva abbastanza bene che non vi era più alcuna speranza."
Il 28 maggio, la coppia giunse a Badenweiler in Germania, una stazione termale sita ai bordi della Forest Nera. Nonostante la condizione in cui si trovava, Crane continuò a dettare frammentari episodi per completare il romanzo The O'Ruddy. Stephen Crane si spense il 5 giugno 1900, all'età di 28 anni. Nelle sue ultime volontà nominò erede universale Cora, che fece trasportare il corpo di Stephen a New York per la sepoltura. Crane venne sepolto nel Cimitero Evergreen, in quella che oggi è la cittadina di Hillside nel New Jersey.

## Narrativa e poesia

### Stile e tecnica
La narrativa di Stephen Crane viene classificata come esempio tipico di Naturalismo, Realismo, Impressionismo ovvero come un composto di queste tre forme letterarie. Il critico Sergio Perosa, per esempio, ha scritto in un suo saggio dal titolo: "Stephen Crane fra naturalismo e impressionismo" che gli scritti di Crane sono una "simbiosi" di ideali Naturalistici e di metodi Impressionistici. Le somiglianze intercorrenti fra le tecniche stilistiche degli scritti di Crane e i dipinti dell'Impressionismo—compreso l'uso delle tinte e del chiaroscuro—vengono spesso citate a sostegno della teoria secondo cui Crane non solo fu un Impressionista ma fu anche influenzato dallo stesso movimento pittorico. H. G. Wells rimarcò "il grande influsso dei laboratori dei pittori" sull'opera di Crane, citando come esempio un passo dal secondo capitolo di The Red Badge of Courage: "Al crepuscolo la colonna si spezzettò in unità reggimentali e quei frammenti si sparsero nei campi tutt'intorno per accamparsi. Le tende spuntarono come delle strane piante. I fuochi da campo punteggiarono la notte come curiosi fiori rossi.... Da breve distanza, tutti quei fuochi, con le nere figure di uomini che passavano su e giù davanti ai rossi bagliori, creavano effetti misteriosi e satanici." Benché non esista alcuna prova diretta circa la formulazione da parte di Crane di una sua precisa teoria letteraria, egli rigettò con veemenza il sentimentalismo, asserendo che "una storia dovrebbe essere logica riguardo all'azione e precisa riguardo ai caratteri che descrive. La sincerità è stato l'unico banco di prova per la vita stessa, i più grandi artisti sono stati i più semplici, semplici perché erano sinceri."
Il poeta e biografo John Berryman ravvisò tre essenziali varianti, o "modelli", nello stile narrativo di Crane. Il primo, "versatile, vivace, conciso e brusco", trova la sua migliore esemplificazione in The Red Badge of Courage, mentre il secondo modello ("di sommessa drammaticità") si ritiene collegabile a "The Open Boat", infine il terzo ("molto più chiuso, circostanziato e 'normale' per formulazione di sentimenti e fraseggio") è riscontrabile nelle ultime raccolte di racconti come "The Monster". L'opera di Crane, tuttavia, non può essere definita in base alla sola variazione diacronica dello stile. Il suo stile non solo non si presenta in qualunque ambito narrativo con caratteri simili, ma varia dal tono grave a quello giornalistico e alla novellistica d'evasione. Tutti gli scritti di Crane sono contrassegnati uniformemente da immediatezza e allo stesso tempo da impegno, intensità e vigore. I romanzi e i racconti sono contrassegnati da tratti poetici come pure da periodi rapidi e brevi, da emotività e rapidi cambiamenti di prospettiva, da ellissi fra e dentro le frasi. Allo stesso modo, le dimenticanze si verificano abbastanza spesso negli scritti di Crane; i nomi propri dei suoi personaggi vengono utilizzati con riluttanza e a volte sono anonimi.
Crane venne spesso criticato sin dalle prime recensioni per il frequente inserimento nei dialoghi fra i suoi personaggi della parlata quotidiana, mascherando con lo stile discorsivo le cadenze dialettali dei suoi personaggi. Ciò si nota in modo particolare nel suo primo romanzo, in cui Crane mise da parte l'approccio romantico e sentimentale tipico della narrativa sui bassifondi; al contrario, egli mise in risalto la sordida e crudele realtà dei miserabili, ricorrendo all'insolenza della rozza parlata di Bowery Street con tutte le sue imprecazioni e bestemmie. La particolarità del dialetto usato dai suoi personaggi della Bowery si evidenzia quando la protagonista che dà il titolo al romanzo, Maggie, ammonisce il fratello all'inizio del testo, dicendo: "Yeh knows it puts mudder out when yes comes home half dead, an' it's like we'll all get a poundin'."

### Temi principali
L'opera di Crane dal punto di vista tematico è spesso contraddistinta da interessi Naturalistici e Realistici, compresi il contrasto fra ideali e realtà, le crisi spirituali e la paura. Questi temi son particolarmente evidenti nei primi tre romanzi di Crane, Maggie: A Girl of the Streets, The Red Badge of Courage e George's Mother. I tre personaggi principali cercano di realizzare i loro sogni, ma in ultima analisi subiscono una crisi d'identità. In The Red Badge of Courage, il protagonista Henry Fleming brama alle eroiche imprese in battaglia ma in fin dei conti la teme, manifestando l'alternativa fra coraggio e codardia. La recluta Henry fa esperienza della minaccia della morte, della sofferenza e di un cambiamento di sé stesso.
L'isolamento estremo dalla società e dalla collettività è ampiamente presente negli scritti di Crane. Nelle più convulse scene di guerra di The Red Badge of Courage, per esempio, la narrazione si focalizza "sulle reazioni più intime di un io inconsapevole dell'altro". In "The Open Boat", "An Experiment in Misery" ed altri racconti, Crane fa ricorso alla luce, al movimento e al colore per esprimere i differenti gradi dell'incertezza epistemologica. Analogamente ad altre opere Naturalistiche, Crane esamina la posizione dell'uomo, che si trova isolato non solo nella società, ma anche rispetto a Dio e alla natura. Per esempio, in "The Open Boat", il miglior racconto di Crane, l'autore si discosta dal vecchio Romantico ottimismo e dall'asserzione della centralità dell'uomo nel mondo e riflette sulla solitudine dei personaggi.

### Romanzi
A cominciare dalla pubblicazione del suo primo libro Maggie: A Girl of the Streets nel 1893, Crane venne salutato dai critici principalmente come un romanziere. Il testo di Maggie inizialmente venne rifiutato da numerosi editori a causa delle descrizioni atipiche e troppo realistiche della lotta di classe, che discordavano dalle melense novelle del tempo. Invece di mettere al centro della trama i componenti della ricca borghesia, Crane nel suo romanzo presenta dei personaggi dei bassifondi di New York. La protagonista è ridotta alla prostituzione dopo aver ceduto alle lusinghe di un pessimo giovanotto. Nonostante la semplicità della trama, a rendere memorabile questo romanzo sono la sua drammatica atmosfera, il ritmo rapido e la descrizione della vita in Bowery Street. Maggie non è soltanto un resoconto della vita nei bassifondi ma è inteso anche come rappresentazione di simboli eterni. Nella prima stesura, Crane non aveva dato nomi propri ai personaggi, ma solo appellativi: per esempio, Maggie era la ragazza "fiore sbocciato nel fango" e Pete, il suo seduttore, era definito come "cavaliere". Il romanzo è intessuto di amara ironia e rabbia così come di una morale dannosa e di sentimenti infidi. In seguito i critici avrebbero definito questo romanzo come "il primo fiore tenebroso del Naturalismo americano".

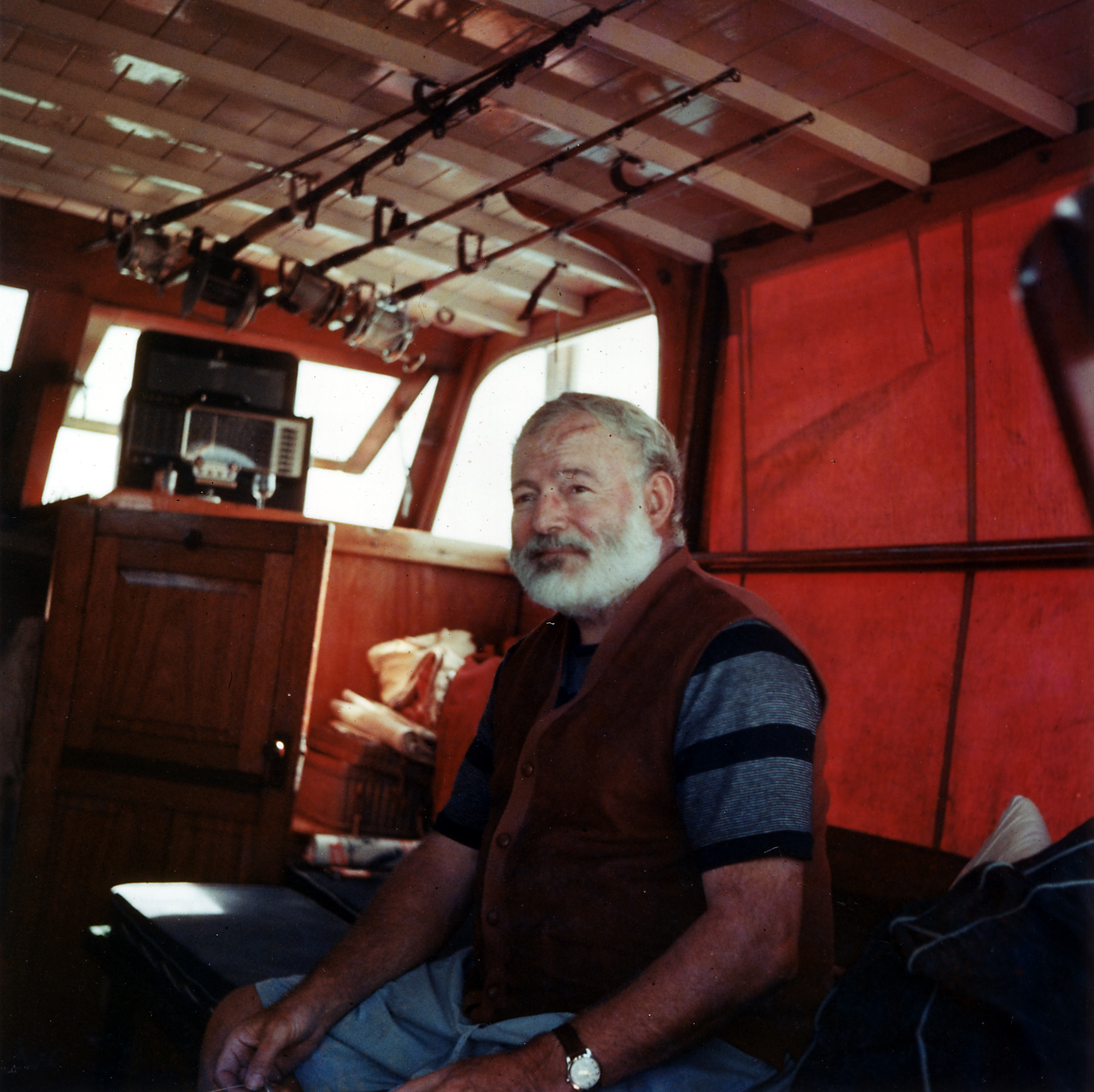
Ernest Hemingway (in una foto del 1950 circa) definì The Red Badge of Courage "un classico della letteratura Americana".

Scritto trenta anni dopo la fine della Guerra Civile e senza che Crane avesse mai sentito neanche l'odore di una battaglia, The Red Badge of Courage fu rivoluzionario per lo stile come pure per il tratteggio psicologico dei personaggi. Spesso classificato come romanzo di guerra, in esso si trova poca descrizione di episodi bellici e molta attenzione alla psiche del protagonista e alle sue reazioni e risposte in una situazione di guerra. La narrazione in terza persona rispecchia l'esperienza personale di Henry Fleming, un giovane soldato che fugge dal combattimento, piuttosto che dal mondo esterno. The Red Badge of Courage si distingue per le sue chiare descrizioni e per una prosa ben ritmata che contribuiscono a costruire la suspense nel racconto. Allo stesso modo, sostituendo i nomi dei personaggi con dei soprannomi (Henry è chiamato di solito "il giovane", Jim, "il soldato alto", Wilson, "il soldato dalla voce sonora"), Crane introduce un aspetto allegorico nel romanzo, raffigurando in ciascuno dei suoi personaggi una specifica caratteristica umana. Anche in The Red Badge of Courage troviamo un tono molto ironico che pervade il romanzo man mano che si va avanti. Lo stesso titolo del romanzo ha un che di ironico; il protagonista Henry brama "che anche lui riceva una ferita, un rosso distintivo del coraggio", riecheggiando il desiderio di rimanere ferito in battaglia. La ferita che riceve (dal calcio del fucile di un commilitone in fuga) non è un segno di coraggio, bensì di disonore.
Lo stretto legame fra uomo e natura che si rileva nel romanzo è frequente e importante in tutta l'opera di Crane. Mentre autori contemporanei come (Ralph Waldo Emerson, Nathaniel Hawthorne, Henry David Thoreau) focalizzavano l'affinità fra i due elementi, Crane rimarcava il distacco tra l'umana coscienza e la natura. In The Red Badge of Courage, questa distanza è associata con un gran numero di riferimenti agli animali e ad uomini con caratteristiche di animali: le persone "ululano", "strepitano", "grugniscono", o "ringhiano". Sin dal ritorno di interesse per gli scritti di Crane negli anni venti del 1900, The Red Badge of Courage è stato considerato un importante testo statunitense. Il romanzo è entrato a far parte di numerose raccolte antologiche, compreso il volume collettaneo curato da Ernest Hemingway nel 1942 Uomini in guerra: Le migliori storie di guerra di tutti i tempi. Nell'introduzione, Hemingway scrisse che il romanzo di Crane "è uno dei più bei libri della nostra letteratura, e lo includo completo [in questa raccolta] perché è soprattutto da considerare come un grande poema."
I successivi romanzi di Crane non ricevettero un gran successo di critica. Dopo il successo di The Red Badge of Courage, Crane decise di scrivere un'altra storia ambientata nella Bowery Street. La trama di George's Mother è meno allegorica e più intimista dei due precedenti romanzi, nel libro si prende in esame il difficile rapporto tra una madre vedova pia e morigerata (si è pensato che questo personaggio rispecchi la madre di Crane) e il suo unico figlio rimastole, che è un ingenuo sognatore. Le recensioni furono di segno opposto. The Third Violet, un romanzo scritto subito dopo la pubblicazione di The Red Badge of Courage, è di solito ritenuto un tentativo di Crane di andare incontro ai gusti di un pubblico più semplice. Crane presentò questo romanzo come un "delicato breve racconto", ma nonostante contenesse particolari autobiografici, i personaggi furono giudicati artefatti e stereotipati. Il penultimo romanzo di Crane, Active Service, ha per tema la guerra Greco-Turca del 1897, ben nota all'autore per averla seguita come inviato speciale. Il romanzo non ebbe successo, nonostante la sua impostazione satirica verso le opere melodrammatiche e molto passionali in voga nel XIX secolo. Da parte dei critici si ritiene in genere che le opere di Crane risentirono a questo punto dell'estrema rapidità con cui scriveva per poter pubblicare e far fronte alle spese sempre più rilevanti. L'ultimo romanzo, un lavoro più volte interrotto e ripreso, intitolato The O'Ruddy, è di argomento picaresco ed ambientato nell'Inghilterra del Settecento, venne completato dall'amico e scrittore Robert Barr e pubblicato nel 1903.

### Racconti
Crane attribuì in modo indiscriminato alle sue opere di narrativa definizioni quali "racconto", "novella" e "bozzetto". Per questo motivo, i critici hanno trovato problematica una chiara classificazione dell'opera di Crane. Infatti, mentre "The Open Boat" e "The Bride Comes to Yellow Sky" vengono spesso ritenuti dei romanzi brevi, tutti gli altri vengono variamente identificati.

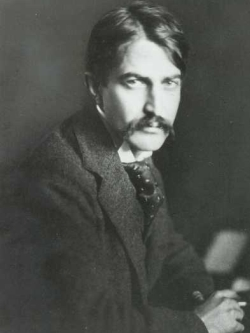
"Ricordi di guerra", che Crane scrisse poco tempo prima della sua morte, termina con queste parole: "la vicenda si è conclusa. E potete star sicuri che io non vi ho detto niente, niente di niente."

In una intervista del 1896 concessa a Herbert P. Williams, giornalista dell'Herald di Boston, Crane precisò che "non trovava che i racconti brevi fossero del tutto diversi dalle altre forme di narrativa. A me sembra che i racconti brevi siano la cosa più facile da scrivere." Durante la sua breve carriera di autore, egli scrisse più di un centinaio di racconti brevi e bozzetti di vita vissuta. I primi scritti di Crane scaturirono dalle esperienze fatte vivendo da ragazzo in campagna presso il fratello William; questi scritti sono noti come The Sullivan County Tales and Sketches (Bozzetti e racconti della contea di Sullivan). Egli giudicava questi "bozzetti", che sono per la maggior parte divertenti e non dello stesso livello delle sue successive opere di narrativa, come "articoli di vario genere" in quanto erano in parte narrativa e in parte giornalismo. Una volta trasferitosi a New York mutò la materia dei suoi racconti. I suoi primi pezzi di colore su New York e le storie della Bowery Street descrivevano minuziosamente le conseguenze dell'industrializzazione, dell'immigrazione e della crescita delle città e delle loro periferie. Nel volume di racconti di guerra, The Little Regiment, Crane riprese il tema familiare della Guerra Civile Americana, che già lo aveva reso famoso con The Red Badge of Courage. Tuttavia, nonostante rientrasse nello stesso genere, The Little Regiment è carente di espressività e originalità. Resosi conto delle imperfezioni di queste opere, Crane scrisse: "Riguardo alla guerra ho scoperto tutto quello che c'era da scoprire e ciò alimenta la mia disperazione interiore."
Il volume The Open Boat and Other Tales of Adventure (1898) contiene tredici brevi racconti che riguardano tre periodi della vita di Crane: la sua infanzia ad Asbury Park, il viaggio negli Stati del West e in Messico nel 1895 e le sue peripezie a Cuba nel 1897. Questa raccolta venne ben accolta perché conteneva le opere di Crane di maggior successo di critica e di pubblico. Anche la raccolta pubblicata nel 1899, The Monster and Other Stories, fu parimenti accolta con successo. Tuttavia, due raccolte postume non riscossero il medesimo successo. Ad agosto del 1900 fu pubblicato il volume The Whilomville Stories, che consiste di tredici racconti che Crane scrisse durante il suo ultimo anno di vita. L'opera tratta esclusivamente di eventi della fanciullezza dell'autore avvenuti a Port Jervis, dove Crane visse dall'età di sette fino ai dodici anni. Parlando della vita in un paesino degli Stati Uniti, questi racconti tendono al sentimentalismo, tuttavia recepiscono a pieno le esperienze di vita dei ragazzi. Il volume Wounds in the Rain, pubblicato nel settembre del 1900, contiene racconti basati sugli articoli scritti da Crane per il World e il Journal durante la guerra Ispano-Americana. In questa raccolta di racconti, che Crane scrisse mentre era ormai gravemente ammalato, vi sono "The Price of the Harness" e "The Lone Charge of William B. Perkins" scritti con tono drammatico, ironico e a volte scherzoso.
Nonostante l'abbondante produzione, la maggior parte dell'attenzione degli studiosi della narrativa breve di Crane si è appuntata su quattro specifici racconti: "The Open Boat", "The Blue Hotel", "The Bride Comes to Yellow Sky", e "The Monster". H. G. Wells giudicò "The Open Boat" come la creazione che è "fuori ogni discussione, al vertice di tutta la sua opera", e infatti questo racconto è il testo più considerato nel canone di Crane.

### Poesia
Le poesie di Crane, che egli preferiva semplicemente chiamare "lines" (righe), non hanno ricevuto la stessa attenzione che gli studiosi hanno riservato alle opere di narrativa; nessuna antologia ha ospitato versi di Crane fino al 1926. Benché non si sappia con certezza quando Crane iniziasse a scrivere con impegno poesia, una volta affermò che complessivamente il suo intento poetico era "di rappresentare le mie idee sulla vita in modo globale, per quello che ne so". Lo stile usato da Crane in entrambe le sue raccolte di versi, The Black Riders and Other Lines and War is Kind, era anticonformista per l'epoca dato che ricorreva al verso libero senza rime e metrica, e non usava dare titoli ai singoli componimenti. Le poesie sono tipicamente brevi e benché in diversi pezzi, come "Do not weep, maiden, for war is kind" (Non piangere, fanciulla, perché la guerra è buona) vengano usate strofe e ritornelli, la maggior parte dei componimenti non utilizza questa tecnica. Crane si differenzia anche dai poeti suoi contemporanei e da quelli successivi per il fatto che nei suoi componimenti si trovano elementi di allegoria, dialettica e porzioni di narrativa.
Ruth Miller sostenne che Crane scrisse "una poesia intellettuale anziché una poesia che evoca sensazioni, una poesia che stimola la mente anziché destare il cuore". Nelle poesie strutturate in modo più complesso è più oscuro il significato degli stati d'animo o dei sentimenti rappresentati, tuttavia la poesia di Crane tende ad affermare alcuni comportamenti essenziali, credenze, opinioni ed atteggiamenti nei confronti di Dio, dell'umanità e dell'universo. Nel volume The Black Riders, in particolare, viene sviluppato un concetto drammatico e i vari componimenti rispettano una continuità all'interno della stessa struttura drammatica. Vi è anche una interazione angosciosa in cui c'è una voce eloquente che riferisce un avvenimento ("In the desert / I saw a creature, naked, bestial(Nel deserto/ io vidi una creatura, ignuda, belluina)") o una esperienza vissuta ("A learned man came to me once(Un saggio è venuto da me un tempo)"). Questa seconda voce o ulteriori voci rappresentano un punto di vista che si rivela essere inferiore; quando queste voci discordano, emerge una posizione dominante.

## Retaggio
Nell'arco di quattro anni, Stephen Crane pubblicò cinque romanzi, due volumi di poesie, tre raccolte di racconti, due libri di storie di guerra e numerosi scritti di narrativa breve e servizi giornalistici. Tuttavia, oggi viene principalmente ricordato per il romanzo The Red Badge of Courage, definito come un classico della letteratura statunitense. Il romanzo è stato adattato più volte per lo schermo, compreso il film omonimo girato nel 1951 dal regista John Huston. Al momento della sua fine, Crane era uno dei più famosi scrittori della sua generazione. L'eccentrico stile di vita, la sua attività di giornalista, il sodalizio con altri famosi scrittori e la scelta di vivere all'estero gli conferirono molta celebrità internazionale. Nonostante che gran parte delle storie narrate sulla sua vita avessero un che di romanzesco, le voci circa un suo presunto uso di droghe e abuso di alcolici continuarono a circolare a lungo dopo il suo decesso.
Agli inizi degli anni venti del Novecento, tuttavia, Crane e le sue opere erano stati quasi dimenticati. Questa situazione terminò quando Thomas Beer pubblicò nel 1923 una biografia dello scrittore e nel periodo 1925-1927 Wilson Follett curò la pubblicazione delle opere di Crane con The Work of Stephen Crane, infatti da quegli anni in poi si ridestò negli studiosi l'attenzione per Crane. Alla fama dello scrittore statunitense contribuirono con inalterata stima amici scrittori quali Joseph Conrad, H. G. Wells e Ford Maddox Ford, che pubblicarono libri di ricordi o di considerazioni sul tempo da essi trascorso con Crane. La biografia di Crane pubblicata da John Berryman nel 1950, contribuì ulteriormente a consolidare l'importanza di Crane come scrittore. A partire dal 1951 è iniziata una regolare pubblicazione di saggi, monografie e ristampe da parte degli studiosi di Crane.

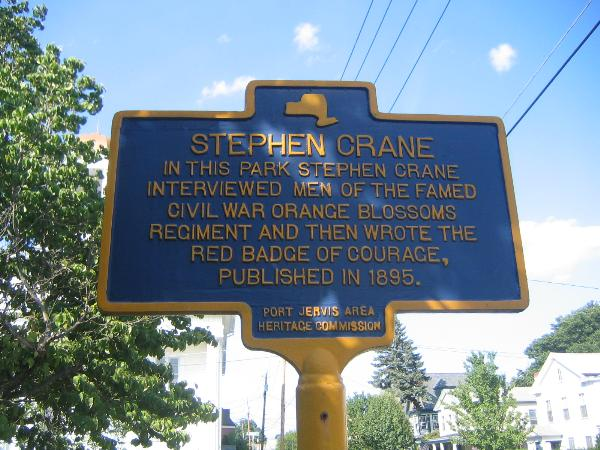
Targa commemorativa di Stephen Crane in Port Jervis (New York)

Oggi, Crane è considerato uno dei più innovativi scrittori di fine Ottocento. Gli scrittori suoi coetanei, compresi Conrad e James, come pure quelli successivi quali Robert Frost, Ezra Pound e Willa Cather, hanno salutato in Crane uno dei migliori spiriti creativi del suo tempo. L'opera di Crane venne descritta da Wells come "la prima espressione della mente aperta di una nuova epoca, o, almeno, la precoce intensa fase di un nuovo progetto." Wells fu ancora più esplicito nell'affermare che "fuori discussione", Crane è stato "il miglior scrittore della nostra generazione e con la sua prematura scomparsa ha lasciato un vuoto incolmabile nella nostra letteratura." Conrad, a sua volta, scrisse che Crane è stato un "artista" ed "un veggente con il dono di saper estrarre il significato dalla superficie delle cose e di percepire in modo incomparabile le primiordiali emozioni". L'opera di Crane si è rivelata fonte di ispirazione per i futuri scrittori; gli studiosi, non solo hanno individuato delle somiglianze fra il romanzo Addio alle armi di Hemingway e The Red Badge of Courage, ma ritengono che lo stile narrativo di Crane sia stato una fonte a cui hanno attinto Hemingway e i suoi colleghi Modernisti. Nel 1936, Hemingway scrisse in Verdi colline d'Africa che "I buoni scrittori sono Henry James, Stephen Crane, e Mark Twain. Ma si badi che così non sono in ordine di valore. Non è possibile stilare una classifica dei buoni scrittori." Con la sua poesia Crane ha anticipato i temi dell'Imagismo, e con i racconti ha lasciato un'impronta duratura nella letteratura degli Stati Uniti; "The Open Boat", "The Blue Hotel", "The Monster" and "The Bride Comes to Yellow Sky" sono generalmente presentati dai critici quali esempi di scritti migliori di Crane.
Diverse istituzioni e località hanno cercato di mantener vivo il ricordo di Crane. Nella località tedesca di Badenweiler, la casa dove egli morì è diventata una attrazione turistica per accostarsi allo scrittore statunitense; Alexander Woolcott attestò che ancora molto tempo dopo la morte di Crane, i turisti volevano essere indirizzati alla stanza dove morì lo scrittore. La Biblioteca di Libri e Manoscritti Rari della Columbia University conserva una raccolta di corrispondenza personale di Crane e di Cora Taylor comprendente il periodo dal 1895 al 1908. La casa di Stephen Crane House in Asbury Park nel New Jersey, dove lo scrittore visse con la sua famiglia per nove anni, è oggi un museo dedicato alla sua vita e alle sue opere.

## Opere
- Maggie: A Girl of the Streets (1893)
- The Red Badge of Courage (1895)
- The Black Riders and Other Lines (1895)
- George's Mother (1896)
- The Blue Hotel (1896)
- The Little Regiment (1896)
- The Bride Comes to Yellow Sky (1896)
- The Third Violet (1896)
- The Open Boat and Other Tales of Adventure (1898)
- The Monster and Other Stories (1898)
- War is Kind (1899)
- Active Service (1899)
- The Whilomville Stories (1900)
- Wounds in the Rain (1900)
- The O'Ruddy (1903)

## Traduzioni italiane
- Maggie: ragazza di strada
- Il segno rosso del coraggio: un episodio della guerra civile americana
- Romanzi brevi e racconti, a cura di Biancamaria Pisapia, Milano: Feltrinelli, 1963.
- Il mostro e altri racconti, a cura di Francesco Franconeri, Milano: Bietti, 1966 e 1973.
- Il passo della giovinezza. Racconti, a cura di Marisa Caramella, Bergamo: Moizzi, 1981; Milano: SugarCo, 1984.
- Racconti del West, trad. di Laura Forconi Ferri, Introduzione di Attilio Brilli, Palermo: Sellerio, 1992, ISBN 978-88-389-0869-9.
- La scialuppa
- Racconti cubani, a cura di Erina Siciliani, Milano: Tranchida, 1994, ISBN 88-8003-049-3.
- La morte e il bambino: racconti della guerra civile americana, trad. Anna Strambo, Introduzione di Mario Santagostini, Milano, Mondadori, 1994 ISBN 88-04-39128-6.
- Il mostro, a cura di Giorgio Mariani, Collana Letteratura universale, Venezia: Marsilio, 1997, ISBN 88-317-6613-9.
- I cavalieri neri e altri versi, a cura di Giuseppe Nori, in Trame di letteratura comparata 8/9, 2004, pp. 233–63 (scelta con testo a fronte), ISBN 88-8489-010-1.
- I Cavalieri Oscuri ed altri Versi, traduzione a cura di Luca Gini, Youcanprint (formato ebook), 2013, ISBN 978-88-911256-2-0; (formato cartaceo), 2016, ISBN 978-88-926-1384-3.
- Il piccolo reggimento e altri episodi della guerra civile americana, trad. e cura di Fabrizio Bagatti, Ghezzano: Felici, 2009, ISBN 978-88-6019-305-6.
- Il piccolo reggimento, trad. di Livio Crescenzi, Fidenza, Mattioli 1885, 2017, ISBN 978-88-6261-629-4.
- L'hotel azzurro, con un testo di Joseph Conrad, trad. di Francesco Franconeri, Fidenza, Mattioli 1885, 2012, ISBN 978-88-6261-297-5.
- Ferite nella pioggia, Con uno scritto di Willa Cather, trad. di Fabrizio Bagatti, Roma, Castelvecchi, 2020, ISBN 978-88-3282-931-0.
- Tutte le poesie, a cura di Franco Lonati, Interno Poesia, 2022, ISBN 978-88-855-8367-2.
- Maggie. Ragazza di strada e altre storie newyorkesi, trad. e cura di Mario Maffi, Roma, Rogas, 2022, ISBN 978-88-997-0085-0.
- La madre di George, traduzione di Luca Briasco, Collana Introvabili, Roma, minimum fax, 2023, ISBN 978-88-338-9451-5.

### Fonti primarie
- Stephen Crane, The Red Badge of Courage, New York: D. Appleton and Company, 1917
- Stephen Crane, The Complete Poems, a cura di Joseph Katz, Ithaca: Cornell University Press, 1972 ISBN 0-8014-9130-4
- Stephen Crane, Prose and Poetry, a cura di J.C. Levenson, New York: The Library of America, 1984 ISBN 1-883011-39-6
- Stephen Crane, The Open Boat and Other Stories, New York: Courier Dover Publications, 1993 ISBN 0-486-27547-7
- Stephen Crane, Complete Poems, a cura di Christopher Benfey, New York: The Library of America, 2011 ISBN 978-1-59853-093-3

### Studi critici
- Maurice Bassan, "Introduction", in Stephen Crane: A Collection of Critical Essays, Englewood Cliffs, N.J.: Prentice-Hall, 1967
- Thomas Beer, Stephen Crane: A Study in American Letters, New York: Knopf, 1972 ISBN 0-374-90519-3
- Christopher Benfey, The Double Life of Stephen Crane, New York: Knopf, 1992 ISBN 0-394-56864-8
- Frank Bergon, Stephen Crane's Artistry, New York: Columbia University Press, 1975 ISBN 0-231-03905-0
- John Berryman, Stephen Crane, New York: Meridian, 1962
- Harold Bloom, Stephen Crane's The Red Badge of Courage, New York: Chelsea House Publishers, 1996 ISBN 978-0-585-25371-8
- Edwin Cady, Stephen Crane, New York: Twayne, 1962
- Jean Cazemajou, Stephen Crane, Minneapolis: University of Minnesota Press, 1969 ISBN 0-8166-0526-2
- Joseph Conrad, "His War Book", in Stephen Crane: A Collection of Critical Essays, a cura di Maurice Bassan, Englewood Cliffs, N.J.: Prentice-Hall, 1967
- Linda H. Davis, Badge of Courage: The Life of Stephen Crane, New York: Mifflin, 1998 ISBN 0-89919-934-8
- Donald B. Gibson, The Red Badge of Courage: Redefining the Hero, Boston: Twayne Publishers, 1988 ISBN 0-8057-7961-2
- Donald B. Gibson, The Fiction of Stephen Crane, Carbondale: Southern Illinois University Press, 1968
- Thomas A. Gullason, "Thematic Patterns in Stephen Crane's Early Novels" in Nineteenth-Century Fiction, vol. 16, n. 1, Berkeley: University of California Press, 1972
- Thomas A. Gullason, Stephen Crane's Career, New York: New York University Press, 1972
- Daniel Hoffman, The Poetry of Stephen Crane, New York: Columbia University Press, 1956
- Daniel Hoffman, "Crane and Poetic Tradition", in Stephen Crane: A Collection of Critical Essays, a cura di Maurice Bassan, Englewood Cliffs, N.J.: Prentice-Hall, 1967
- Joseph Katz, "Introduction", in The Complete Poems of Stephen Crane, Ithaca, N.Y: Cornell University Press, 1972 ISBN 0-8014-9130-4
- Bettina Knapp, Stephen Crane, New York: Ungar Publishing Co., 1987
- Joseph J. Kwiat, "Stephen Crane, Literary-Reporter: Commonplace Experience and Artistic Transcendence", in Journal of Modern Literature, vol. 8, n. 1, Bloomington, IN: Indiana University Press, 1987
- Marston La France, A Reading of Stephen Crane, Oxford: Clarendon Press, 1971
- R. Lettis, R. McDonnel, e W. Morris (a cura di), The Red Badge of Courage: Text and Criticism, San Diego, CA: Harcourt, Brace & World, 1960
- Corwin K. Linson, My Stephen Crane, Syracuse: Syracuse University Press, 1958
- James Nagel, Stephen Crane and Literary Impressionism, University Park: Pennsylvania State University Press, 1980 ISBN 0-271-00267-0
- Michael Robertson, Stephen Crane, Journalism, and the Making of Modern American Literature, New York: Columbia University Press, 1997 ISBN 0-231-10969-5
- Rodney O. Rogers, "Stephen Crane and Impressionism" in Nineteenth-Century Fiction, vol. 24, n. 3, Berkeley: University of California Press, 1969
- Michael W. Schaefer, A Reader's Guide to the Short Stories of Stephen Crane, New York: G.K. Hall, 1996 ISBN 0-8161-7285-4
- Robert Schneider, Five Novelists of the Progressive Era (Howells, Crane, Norris, Dreiser, Churchill), New York: Columbia University Press, 1965
- Robert Shulman, "Community, Perception, and the Development of Stephen Crane: From The Red Badge to The Open Boat", in American Literature, vol. 50, n. 3, Duke, N.C.: Duke University Press, 1978
- R. W. Stallman, Stephen Crane: A Biography, New York: Braziller, 1968
- H. G. Wells, Stephen Crane. From an English Standpoint, New York: North American Review Publishing Company, 1900
- Richard M. Weatherford, "Introduction", in Stephen Crane: The Critical Heritage, New York: Routledge, 1997 ISBN 0-415-15936-9
- Stanley Wertheim, A Stephen Crane Encyclopedia, Westport, CT: Greenwood Press, 1997 ISBN 0-313-29692-8
- Stanley Wertheim e Paul Sorrentino, The Crane Log: A Documentary Life of Stephen Crane, 1871-1900, New York: G. K. Hall, 1994 ISBN 0-8161-7292-7
- Chester L. Wolford, Stephen Crane: A Study of the Short Fiction, Boston: Twayne Publishers, 1989 ISBN 0-8057-8315-6

### Studi italiani
- Paola Cabibbo, "Linguaggio e metalinguaggio teatrale in Maggie", Studi Americani, 23-24, 1977-78
- Cristina Giorcelli, “La città di Maggie”, RSA. Rivista di Studi Anglo-Americani, 8, 1990
- Michele Goffredo, L'artista e il reporter Stephen Crane e la Bowery, Potenza: Editricermes, 2006 ISBN 88-87687-54-4
- Augusto Guidi, "Realtà e allegoria nella narrativa di Stephen Crane", in Occasioni Americane, Roma: Edizioni Moderne, 1958
- Carlo Izzo, "Aspetti del simbolismo di Stephen Crane", in Il simbolismo nella letteratura nord-americana, Firenze: La nuova Italia, 1965
- Paola Clara Leotta, Tradimento all'italiana: il «Segno rosso del coraggio» da Stephen Crane a Luciano Bianciardi, Catania: Prova d'autore, 2004 ISBN 88-88555-44-7
- Agostino Lombardo, "L'arte di Stephen Crane", in Il Diavolo nel Manoscritto. Saggi sulla tradizione letteraria americana, Milano: Rizzoli, 1974
- Franco Lonati ( a cura di), Stephen Crane. La poesia enigmatica, Poesia, N.S. I, 3, 2020 (Introduzione e scelta con testo a fronte da The Black Riders e War Is Kind)
- Giorgio Mariani, "L'equivalente retorico della guerra: William James, Kenneth Burke, Stephen Crane", in Le parole e le armi. Saggi su guerra e violenza nella letteratura e cultura degli Stati Uniti d'America, Milano: Marcos y Marcos, 1999 ISBN 88-7168-279-3
- Giuseppe Nori, "Poetiche bibliche di fin de siècle: The Black Riders and Other Lines di Stephen Crane", Annali della Facoltà di Scienze della formazione dell'Università di Macerata, 3, 2006 ISBN 978-88-6056-035-3
- Giuseppe Nori, "Child of Darkness: Stephen Crane and The Black Riders and Other Lines", in Modes and Facets of the American Scene: Studies in Honor of Cristina Giorcelli, a cura di Dominique Marçais, Palermo: ILA Palma, 2014, ISBN 978-88-7704-764-9
- Giuseppe Nori, "Il Dio dell'inizio e l'anarchia protestante di Stephen Crane", in Faith in Literature. Religione, cultura e identità negli Stati Uniti d'America, a cura di Mirella Vallone, Perugia: Morlacchi, 2017 ISBN 978-88-6074-938-3
- Giuseppe Nori, “ 'They make me see pictures'. La poesia di Stephen Crane tra arte verbale e cultura visuale", LEA: Lingue e letterature d'Oriente e d'Occidente, 8, 2019 (ISSN: 1824-484X) (ISBN 978-88-5518-005-4) https://oajournals.fupress.net/index.php/bsfm-lea/article/view/10998
- Giuseppe Nori, Ippolita Altea Nori, “Con Stephen Crane. Confessioni di esperienze traduttive e creative tra poesia e arti visuali”, LEA - Lingue e letterature d’Oriente e d’Occidente, 9, 2020 (ISSN 1824-484x) (ISBN 978-88-5518-102-0) https://oajournals.fupress.net/index.php/bsfm-lea/article/view/12415
- Giuseppe Nori, "Brevitas americana. Stephen Crane, traduzione poetica e visibilità modernista", Ticontre. Teoria Testo Traduzione, 18, 2022 (ISSN: 2284-4473) https://teseo.unitn.it/ticontre/article/view/2501/2570
- Sergio Perosa, "Stephen Crane: Romanzi e racconti",  Il Verri, VIII, 10, 1963
- Sergio Perosa, "Stephen Crane fra naturalismo e impressionismo", in Le vie della narrativa americana, Milano: Mursia, 1965
- Sergio Perosa, "Stephen Crane's «Maggie». Centennial Reconsiderations", in America ieri e oggi, Bari: Schena, 1997
- Pisapia Biancamaria, Stephen Crane: la "lunga logica" di Maggie, Studi Americani, 23-24, 1977-78
- Pietro Spinucci, "La poesia di Stephen Crane",  Studi Americani, 17, 1972